# 蘇生後脳症
蘇生後脳症（そせいごのうしょう、英: postresuscitation encephalopathy）とは、心肺停止に陥った者が、蘇生した後に発症する中枢神経系の障害である。これによって生じる障害の程度、また、その後の回復度合いは、患者によって様々である。

## 病態・病理
ヒトが心肺停止に陥ると、血流は途絶え、各臓器への酸素の供給も滞る。このこと自体も、特に心肺停止の継続時間が長いほど、脳に打撃を与える。さらに、心肺蘇生が行われて、再び血行が再開した後に、この蘇生後脳症という事態が起きる。蘇生後脳症の急性期においては、心拍再開後すぐに脳の血流が過剰に増加するといったことが起こり、脳全体に浮腫が見られる。その後、脳の血行は再び一時的に悪化することもある。さらに、心肺停止だったことに伴って、当然ながら脳以外の臓器も低酸素状態に陥っていて生体の恒常性が保てない状態だったことが、脳に悪影響を与えることもある。これらのために、脳にある神経細胞やグリア細胞が虚血性の変化を起こして細胞死したり、反応性グリオーシスなどが起こったりすることがある。これらを通して脳において細胞死が多かった場合は、急性期を乗り切ったとしても、その後に脳全体が萎縮してくることもある。大規模な脳の萎縮が起こると、脳室が大きくなり、シルビウス裂が広くなるといった、脳の形態変化が画像診断などによって見て取れるようになる。

## 検査
コンピュータ断層撮影（CT）、核磁気共鳴画像法（MRI）による検査では捉えられず、単一光子放射断層撮影（SPECT）等での重症度検査が有用である。

## 治療
蘇生後脳症の急性期では、脳の浮腫を軽減する目的で、高濃度のグリセロール製剤やD-マンニトール製剤のような浸透圧利尿剤を静脈注射するといったことが試みられることもある。また、蘇生後脳症の慢性期では、リハビリテーションが試みられることがある。

## 後遺症
蘇生後脳症による後遺症の程度は患者によりけりで、社会復帰できた症例もあれば、いわゆる植物状態になった症例もあり、最悪の場合には脳死に至ることもある。そして、脳死にならなかった場合に起こる回復の程度も、患者によって様々である。ただし、蘇生後脳症を発症しても、急性期においてJapan Coma Scaleが3桁の状態が続いた期間の短かった者（意識レベルの回復が速かった者）の方が、予後が良い傾向にあったと報告されている。この他にも、蘇生後脳症を発症後において、機能的自立度評価法の運動項目や認知項目の得点が高い者（患者が自力で日常生活を送る能力の高い者）の方が、MMSEなどの得点が高い者（認知機能が保たれている者）の方が、言語が流暢であった者の方が予後が良い傾向にあったとも報告されている。また、予後が良好な者の場合は、しばしば入院加療中にもSRSが改善するなど入院中の回復も目立つのに対して、予後不良の者はそうしたことが見られない傾向にあったとも報告されている。しかしながら、蘇生後脳症の予後が比較的良好な者であったとしても、何らかの障害が残る症例が多く見られる。